# Südliche Binsenjungfer
Die Südliche Binsenjungfer (Lestes barbarus) ist eine Kleinlibelle aus der Gattung der Binsenjungfern (Lestes). Sie gehört zur Familie der Teichjungfern (Lestidae) und ist ein mediterranes Faunenelement.

## Beschreibung

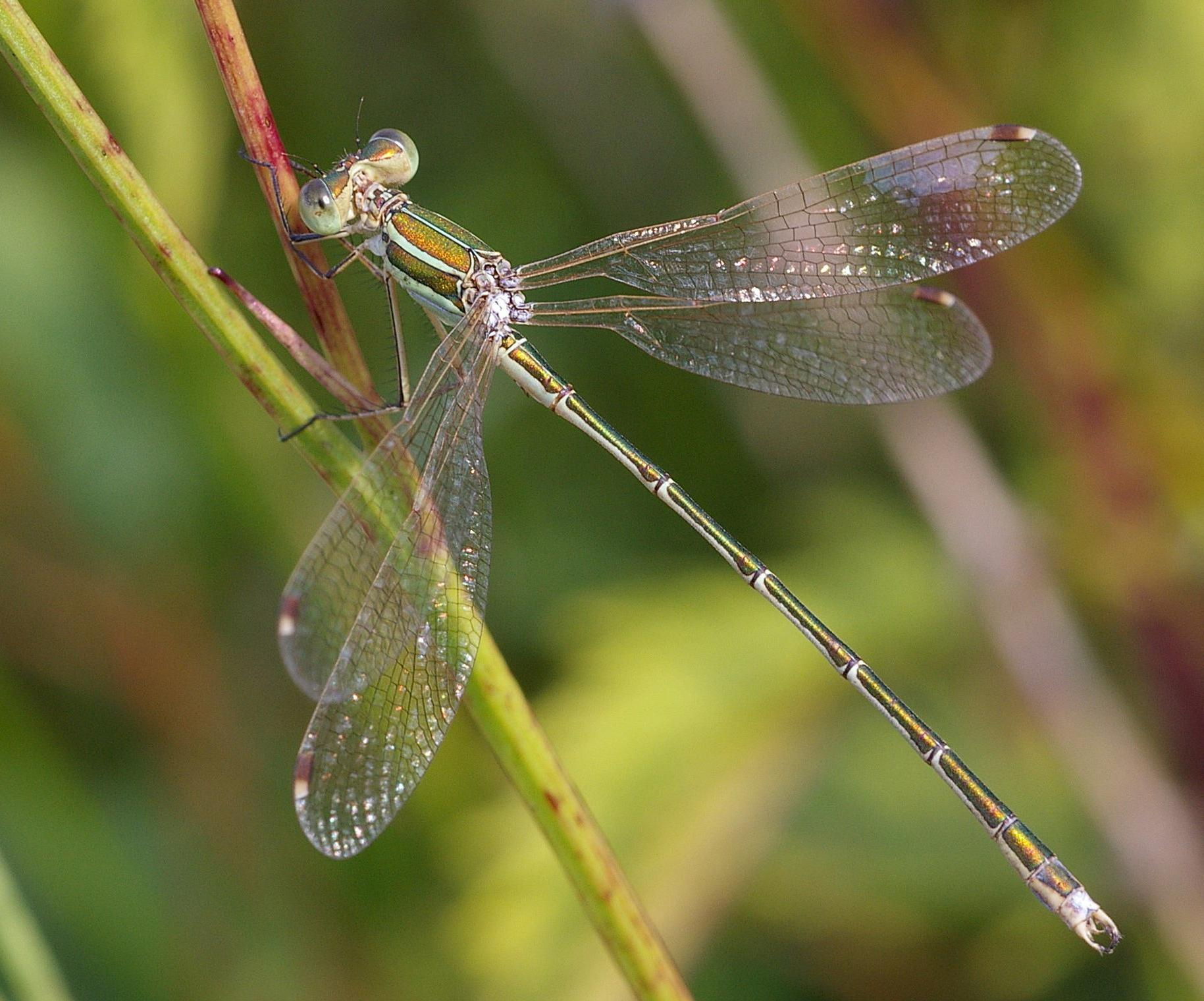
Männchen

Die Art erreicht eine Flügelspannweite von 4,5 bis 5 Zentimetern. Der Körper der Imagines ist dunkel metallisch-braun; bei noch nicht ausgefärbten, schlupffrischen Exemplaren auch grünlich. Die Flügel sind wie bei vielen Libellen glasig durchsichtig; als artspezifisch besonderes Erkennungszeichen können hier aber die zweifarbigen, außen weißlichen und innen braunen Flügelmale dienen.
Man kann diese Art mit den anderen Binsenjungfern verwechseln; das Pterostigma ist aber ein eindeutiges Unterscheidungsmerkmal.

## Vorkommen und Lebensraum
Die Tiere leben an stehenden Gewässerufern mit viel Vegetation und sumpfigen, stark verwachsenen Kleingewässern, die vor allem von Binsen dominiert sind. In Südeuropa besiedeln sie auch brackige Gewässer in Küstennähe. Die Südliche Binsenjungfer fliegt von Juni bis September.

## Fortpflanzung und Lebensweise
Die Paarung dauert etwa eine halbe Stunde. Das Männchen begleitet das Weibchen noch zur Eiablage, die an aus dem Wasser ragenden Pflanzen stattfindet, aber anders als bei den anderen Binsenjungfern legt das Weibchen die Eier dann alleine. Die Eier überwintern, und die aquatile Entwicklung von der Larve bis zur Libelle dauert lediglich zwei bis drei Monate.
Als Nahrung der Imagines dienen kleine Insekten, die im Flug erbeutet werden.